# Dmytro Firtasz
Dmytro Wasylowycz Firtasz, ukr. Дмитро Васильович Фірташ (ur. 2 maja 1965 w Sińkowie) – ukraiński biznesmen, inwestor i filantrop, prezes zarządu Grupy DF, przewodniczący Rady Federacji Pracodawców Ukrainy, przewodniczący trójstronnej Rady społeczno-gospodarczej, współprzewodniczący rady inwestorów krajowych i zagranicznych w ramach Ministerstwa Edukacji, Młodzieży i Sportu Ukrainy, członek Komitetu ds. Reform Gospodarczych przy Prezydencie Ukrainy.

## Życiorys
W 1984 ukończył Kolejową Szkołę Zawodową w Krasnym Łymanie, później – Narodową Akademię Spraw Wewnętrznych Ukrainy. W latach 1984–1986 służył w wojsku. Podczas służby otrzymał dwie nagrody: medal „Za zasługi w rozwoju gospodarki narodowej” i Order Honoru. W latach 1986–1988 pracował jako strażak w Czerniowcach.
W 1988 rozpoczął własną działalność gospodarczą w zakresie handlu w Czerniowcach, stał na czele firmy KMIL. W pierwszej poważnej operacji – wymianie 4000 ton ukraińskiego mleka w proszku na uzbecką bawełnę i następną jej sprzedaż w Hongkongu zarobił „na czysto” 50 tys. dolarów. W 1990 przeniósł się do Moskwy w celu dostaw żywności z Ukrainy.
W 1993 założył własny biznes energetyczny – nawiązał stosunki handlowe z Turkmenistanem, zorganizował dostawy turkmeńskiego gazu dla Ukrainy w zamian za towary spożywcze. W Turkmenistanie zaprzyjaźnił się z ukraińskim biznesmenem Ihorem Bakajem, który miał ofertę na dostawę gazu na Ukrainę. Tak powstał schemat „gaz za żywność”. Podobną współpracę Dmytro Firtasz nawiązał potem z wielkim rosyjskim przedsiębiorstwem gazowym Itera.
W latach 2001–2002 stworzył firmę EuralTransGas (Eural TG), która podpisała wyłączne umowy dostaw turkmeńskiego gazu na Ukrainę. W tym czasie zaczął inwestować w przemysł chemiczny, nabywając pakiet kontrolny zakładu Tadżyk Azot – jednego z wiodących producentów nawozów w Azji Środkowej. Nabywając w 2003 zakład chemiczny Nitrofert (jedyny w Estonii producent nawozów amonowych, otrzymał dostęp do portów Morza Bałtyckiego).
Założył na Węgrzech firmę Emfesz w celu rozwoju biznesu gazowego i energetycznego, po dwóch latach firma otrzymała licencję na sprzedaż gazu ziemnego do Polski. Stał się udziałowcem Rivneazot – największego producenta nawozów azotowych w zachodniej Ukrainie. Po przeprowadzonej na dużą skalę modernizacji przedsiębiorstwo jest obecnie najbardziej energooszczędne wśród ukraińskich producentów nawozów azotowych.
W 2004 wspólnie z rosyjskim Gazpromem stworzył firmę RosUkrEnergo zajmująca się tranzytem gazu do Ukrainy i Unii Europejskiej. Przejął austriacką firmę Zangas Hoch und Tiefbau GmbH, specjalizującą się w budowie gazociągów. Stał się głównym udziałowcem Krymskiego Zakładu Produkcji Sody w Krasnoperekopsku i „Krymski Titan” w Armiańsku. W 2007 w celu konsolidacji zarządzania aktywami w różnych obszarach biznesowych założył Grupę DF (The Firtash Group of Companies). Składała się ona z niektórych aktywów w przemyśle chemicznym.
W 2010, aby wzmocnić pozycję Ukrainy na światowym rynku nawozów rozpoczął proces łączenia ukraińskich przedsiębiorstw produkcji azotu. W okresie od września 2010 r. do marca 2011, stał się właścicielem koncernu Styroł w Gorłówce, Stowarzyszenia „Azot” w Siewierodoniecku oraz Stowarzyszenia „Azot” w Czerkasach.
Aktywnie rozwija przedsiębiorstwa produkcji tytanu. W celu dwukrotnego zwiększenia produkcji dwutlenku tytanu zainwestował w spółkę „Krymski Titan”. Obecnie, wybudował nowy zakład do produkcji kwasu siarkowego. W 2010 Grupa DF uruchomiła Miżriczynski Kombinat Górniczo-Przetwórczy w obwodzie żytomierskim.
Posiada aktywa w przemyśle chemicznym i energetycznym. Przedsiębiorstwa Grupy DF działają na terenie Ukrainy, Austrii, Estonii, Włoch, Niemiec, Rosji, Tadżykistanu, Węgier i Szwajcarii. W 2006 znalazł się na piątym miejscu w rankingu najbogatszych ludzi na Ukrainie, jego majątek szacowano wówczas na 2,4 mld USD. W 2008 spadł na 8. miejsce w rankingu, a jego majątek wzrósł w ciągu dwóch lat do 2,9 mld USD.

## Rodzina
Żonaty. Wychowuje dwie córki i syna. Żona Łada, syn Dmytro i córka Hanna posiadają obywatelstwo rosyjskie.